# Myopites cypriacus
Myopites cypriacus är en tvåvingeart som beskrevs av Erich Martin Hering 1938. Myopites cypriacus ingår i släktet Myopites och familjen borrflugor. Inga underarter finns listade i Catalogue of Life.